# Expositio psalmorum (Durham)

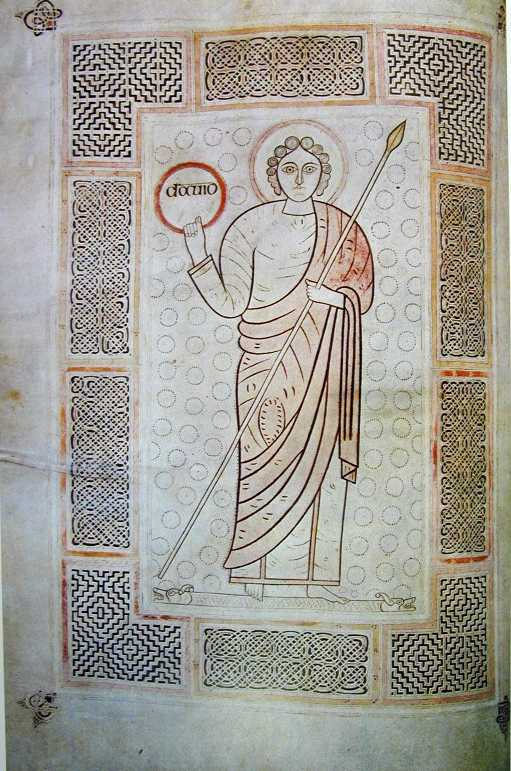
David Victor

Die Expositio psalmorum (englisch Durham Cassiodor) ist eine Handschrift aus dem 8. Jahrhundert aus Northumbria in England. Die Handschrift enthält eine gekürzte Fassung des Werkes Expositio in psalterium des antiken Autors Cassiodor. Sie besteht aus 261 Seiten und ist wahrscheinlich unvollständig erhalten. Die Handschrift entstand wahrscheinlich um 730 im Kloster Monkwearmouth-Jarrow. Sie befindet sich heute in der Bibliothek der Kathedrale von Durham.
Cassiodors Originaltext ist eine Auslegung der Psalmen unter theologischen, asketischen und grammatikalischen Aspekten. Die Abschrift kürzt diesen Text und verändert ihn dabei leicht. Als Autor dieser Redaktion wird in der Forschung Beda Venerabilis angenommen. Dieser lebte und schrieb in Jarrow bis 735. Die Handschrift ist in drei Teile unterteilt, von denen jeder mit einem Psalmtext beginnt (Ps. 1, Ps. 51, Ps. 101). Bei den letzten beiden Psalmen ist jeweils eine Miniatur von König David abgebildet. Für den ersten Teil fehlt diese, sie existierte aber wahrscheinlich auch. Die Abbildungen zeigen Ähnlichkeiten zu Details auf angelsächsischen Metallbearbeitungen von Sutton Hoo und in Miniaturen im Evangeliar von Lindisfarne (um 720).
Die Handschrift ist die älteste bekannte Abschrift bzw. Bearbeitung von Cassiodors Text.